# Іст-Атлантік-Біч (Нью-Йорк)
Іст-Атлантік-Біч (англ. East Atlantic Beach) — переписна місцевість (CDP) в США, в окрузі Нассау штату Нью-Йорк. Населення — 2101 особа (2020).

## Географія
Іст-Атлантік-Біч розташований за координатами 40°35′8″ пн. ш. 73°42′44″ зх. д. / 40.58556° пн. ш. 73.71222° зх. д. (40.585582, -73.712204).  За даними Бюро перепису населення США в 2010 році переписна місцевість мала площу 1,77 км², з яких 0,82 км² — суходіл та 0,95 км² — водойми.

## Демографія
Згідно з переписом 2010 року, у переписній місцевості мешкало 2049 осіб у 849 домогосподарствах у складі 541 родини. Густота населення становила 1158 осіб/км².  Було 972 помешкання (549/км²).
Расовий склад населення:
| - 96,0 % — білих - 1,1 % — азіатів - 0,7 % — чорних або афроамериканців - 1,1 % — осіб інших рас |

До двох чи більше рас належало 1,1 %. Частка іспаномовних становила 5,3 % від усіх жителів.
За віковим діапазоном населення розподілялося таким чином: 18,0 % — особи молодші 18 років, 63,2 % — особи у віці 18—64 років, 18,8 % — особи у віці 65 років та старші. Медіана віку мешканця становила 46,5 року. На 100 осіб жіночої статі у переписній місцевості припадало 101,1 чоловіків;  на 100 жінок у віці від 18 років та старших — 99,8 чоловіків також старших 18 років.
Середній дохід на одне домашнє господарство  становив 177 891 долар США (медіана — 138 705), а середній дохід на одну сім'ю — 179 061 долар (медіана — 180 521). За межею бідності перебувало 2,2 % осіб, у тому числі 3,4 % дітей у віці до 18 років та 3,9 % осіб у віці 65 років та старших.
Цивільне працевлаштоване населення становило 1323 особи. Основні галузі зайнятості: освіта, охорона здоров'я та соціальна допомога — 30,6 %, науковці, спеціалісти, менеджери — 21,6 %, роздрібна торгівля — 7,6 %, мистецтво, розваги та відпочинок — 7,0 %.